# Хэджу
Хэджу́, Хэчжу — город и порт в КНДР, административный центр провинции Хванхэ-Намдо.

## История
Территория Хэджу была заселена еще в период неолита: в Рёнданппо были найдены курганы из ракушек, керамика и каменные орудия. В начале периода Трех Королевств им некоторое время управлял небольшой вождь, когда он был известен как «Наэмихол» (內米忽郡). Однако в 757 году он был завоеван королевством Когурё, которое позже уступило его Силле. 
Свое нынешнее название он получил при правителе династии Корё. Академия Сохён (소현서원) — конфуцианская академия, основанная недалеко от Хэджу знаменитым чосонским учёным Ли И (1536–1584 гг.) после его выхода на пенсию. Он расположен в долине Унбёнг, части Соктамгугока (Девять долин озер и скал).
В 1945 Корея была разделена по 38-параллели, Хэджу оказался разделен на две части, большая часть вошла в Северную Корею, а меньшая отошла к Южной Кореи до 1950, тем самым Хэджу являлся пограничным городом.
25 Июня 1950 Южный Хэджу был занят Северокорейскими войсками, в Октябре 1950 был освобождён от Северокорейской армии полностью, но в Декабре 1950 был вновь занят войсками КНДР и КНР, 27 Июля 1953 было подписано соглашение о прекращении огня, и Хэджу стал полностью частью Северной Кореи.

## География

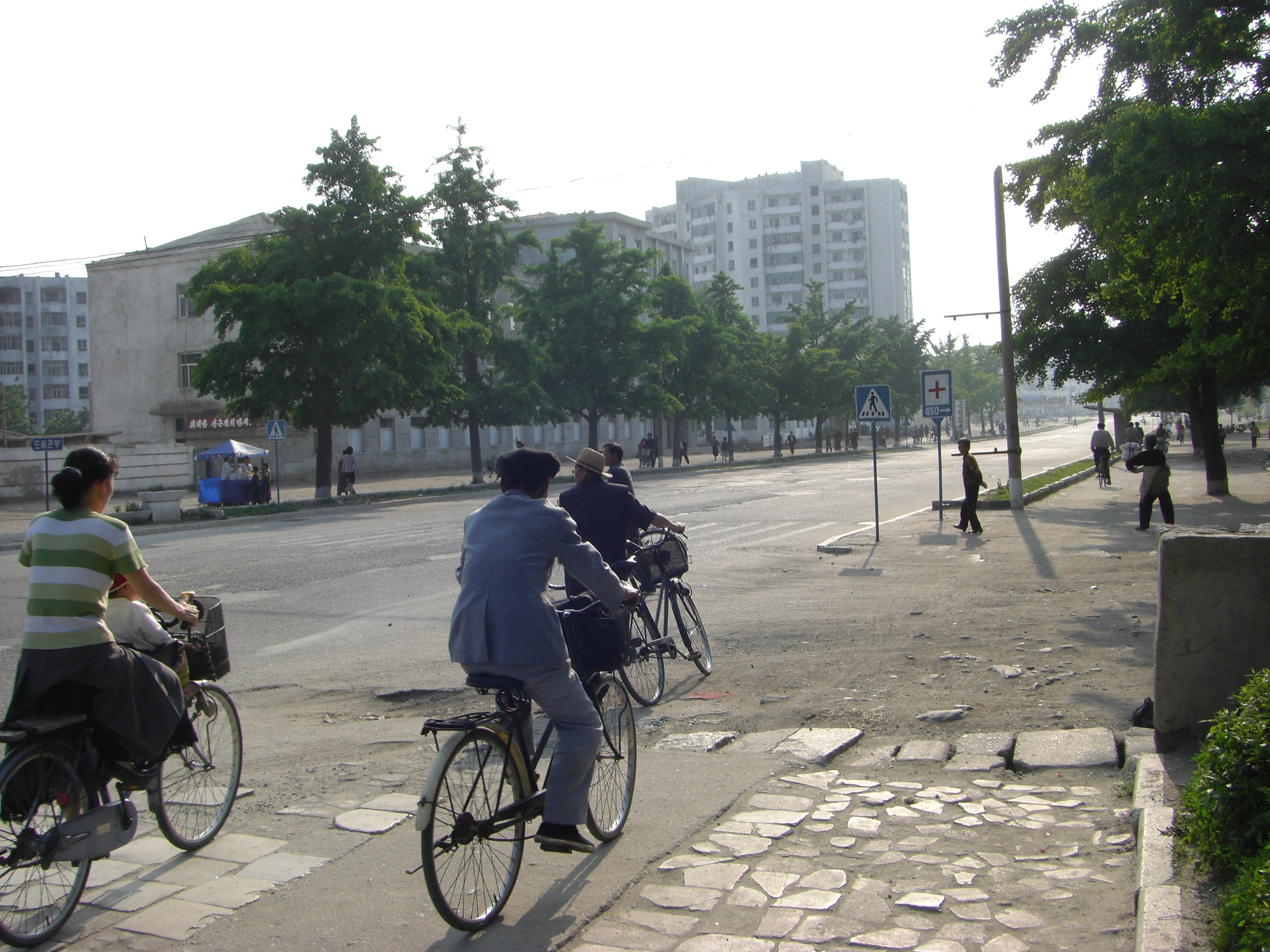
На улицах города

Расположен на юго-западе страны на побережье Жёлтого моря.

### Климат
- Среднегодовая температура воздуха — 10,6 °C
- Относительная влажность воздуха — 68,9 %
- Средняя скорость ветра — 2,2 м/с

| Показатель                            | Янв. | Фев. | Март | Апр. | Май  | Июнь | Июль | Авг. | Сен. | Окт. | Нояб. | Дек. | Год  |
| ------------------------------------- | ---- | ---- | ---- | ---- | ---- | ---- | ---- | ---- | ---- | ---- | ----- | ---- | ---- |
| Средняя температура, °C               | −4,8 | −2,6 | 2,8  | 9,9  | 15,6 | 20,0 | 23,6 | 24,7 | 19,7 | 13,1 | 5,7   | −1,6 | 10,6 |
| Источник: NASA. База данных RETScreen |      |      |      |      |      |      |      |      |      |      |       |      |      |

## Экономика
В 1977 году численность населения составляла свыше 100 тыс. человек, город являлся центром рыболовства и переработки рыбы, также здесь действовали предприятия сельскохозяйственного машиностроения, цементной, химической, стекольной, бумажной и пищевой промышленности.

## Памятники
«Монумент Освобождения» — мемориал советским воинам, погибшим при освобождении Кореи от японской оккупации.